# Patricia A. Harding
Patricia Ann Harding (1951) es una botánica estadounidense. Se ha especializado en la familia de las orquídeas.

## Algunas publicaciones
- americo docha Neto, dalton h. Baptista, francisco d. vasconcelos Leitão, george f. Carr jr., marcos a. Campacci, patricia a. Harding, vitorino paiva castro Neto. 2011. Coletânea de Orquídeas Brasileiras 9. Gêneros, espécies e híbridos naturais novos. Editora Brasil Orquídeas. 48 pp.

- dalton h. Baptista, patricia a. Harding. 2011. Orchids of Brazil: Oncidiinae. Parte 1. Ed. ilustrada de Patricia Ann Harding, 224 pp. ISBN	0983674701

- patricia a. Harding. 2008. Huntleyas and Related Orchids. Ed. ilustrada de Timber Press, 260 pp. ISBN 0881928844

## Honores
Miembro y jueza
- American Orchid Society, del Pacific Northwest Judging Center[1]

- La abreviatura «P.A.Harding» se emplea para indicar a Patricia A. Harding como autoridad en la descripción y clasificación científica de los vegetales.[2]

Se poseen 94 registros de sus identificaciones y nombramientos.